# ماكسين سميث
ماكسين سميث (بالإنجليزية: Maxine Smith)‏ هي أكاديمية أمريكية، ولدت في 31 أكتوبر 1929 في ممفيس في الولايات المتحدة، وتوفيت في 26 أبريل 2013.